# Religión en Suecia
La Constitución sueca protege la libertad religiosa. Aunque la Iglesia Luterana es la religión del estado, tanto la Iglesia como el Gobierno acordaron que esta relación acabó en el año 2000. Normalmente las religiones minoritarias reciben el mismo tratamiento en Suecia que las establecidas. La Constitución prohíbe la legislación selectiva y la discriminación contra las religiones no tradicionales.
La religión predominante en Suecia es el cristianismo. Sin embargo la mayor parte de las religiones del mundo también tienen su representación por todo el país. Las iglesias en las grandes ciudades suelen tener misas en inglés una vez a la semana. En Estocolmo también se celebran algunas en español.
La iglesia de Suecia afirmó que en la actualidad su situación es dificultosa; en tres décadas el ateísmo se triplicó en el país, en 1970 rondaban en el 12 %,[cita requerida] pero en la actualidad rebasan el tercio del país, solo el 56 % aún se declara luterana[cita requerida] y solo el 7 % asiste regularmente a la iglesia,[cita requerida] un porcentaje cercano al 40 % asisten a la iglesia de vez en cuando al
año, aunque los datos de la iglesia afirman que más de la mitad de los suecos se bautizaron en la iglesia sueca.[cita requerida]

## Cristianismo

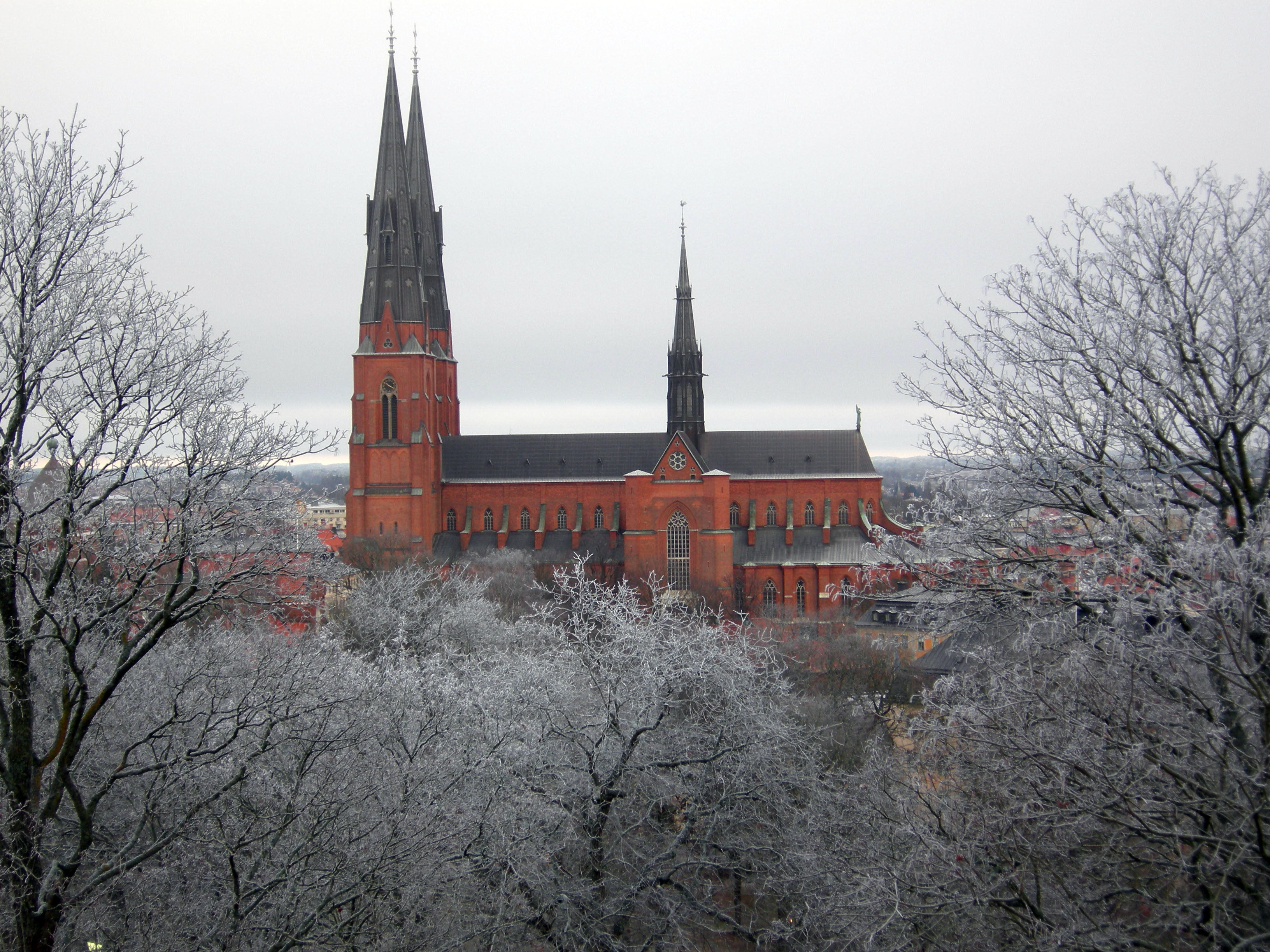
Catedral de Upsala.

El cristianismo en Suecia es la religión mayoritaria y más grande, que ha tenido fuerte presencia en la sociedad sueca desde la edad media hasta en la actualidad, aproximadamente el 63 % de los suecos son cristianos, el 59 % son cristianos protestantes o luteranos, el 2.3 % son ortodoxos y casi el 1 % son otras denominaciones

### Período misionero (830-1180)
A comienzos del siglo noveno la religión norse había asumido una tendencia fuertemente monoteísta. Thor y Odín habían adquirido prominencia sobre los demás dioses, quienes, por otro lado, se multiplicaron en la dirección del politeísmo. Esta doble tendencia preparó el terreno para la recepción de Cristo, siendo Suecia fue uno de los pocos países paganos en los que la actividad misionera tomó su iniciativa desde los nativos mismos. La creencia en las divinidades paganas no estaba en decadencia, pero la proclamación de Cristo no fue a los ojos de los escandinavos necesariamente desfavorable para su sistema de religión, de modo que las representaciones del antiguo norse, con poca alteración, podían ser trasladadas al terreno del cristianismo triunfante. Era un asunto de prueba externa entre la fuerza de Cristo y la de los antiguos dioses. Es por esto por lo que, a lo largo de toda la Edad Media, las antiguas ideas y creencias nacionales se propusieron remodelar a la Iglesia católica. Grandes intereses políticos tuvieron una participación en la cristianizada Suecia, influenciando el envío del primer misionero, Ansgar en 830. Suecia se convirtió en uno de los poderes mundiales septentrionales en los siglos noveno y décimo, tomando parte en las guerras en Europa occidental; Dinamarca estaba en ese tiempo bajo su control y el reino ruso fue establecido por Suecia (Rus) bajo Rutik hacia 860. Suecia estaba también en estrecha relación con el oriente bizantino en ese tiempo y era de tal importancia como para atraer el celo misionero. La historia misionera se divide en tres períodos. El primero consiste en esfuerzos esporádicos incipientes durante 150 años bajo el arzobispo de Hamburgo-Bremen. Tras la muerte de Ansgar en 865 su obra fue continuada por Rimbert. De los arzobispos sucesivos Unni parece haber sido el más activo en la misión sueca, muriendo mientras visitaba Birka en 936. Probablemente había pocos cristianos en este período, no ejerciendo la misión influencia sobre los asuntos nacionales; el principal propósito parece haber sido poner a Suecia bajo el dominio y cultura alemán.Con el comienzo del siglo XI las condiciones externas cambiaron. La cristianizada Dinamarca había obtenido estabilidad interna; con la ayuda de Inglaterra el rey Olaf Trygvesson (995-1000) de Noruega había cristianizado a sus compatriotas y tras la batalla de Svoldern (1000), Svend (Sweyn I), el temible rey de Dinamarca, que había puesto a Inglaterra bajo su yugo (1014), se anexionó parte de Noruega. Su hijo Canuto el Grande, criado en Inglaterra, introdujo los intereses ingleses. Por otro lado, los arzobispos de Hamburgo-Bremen lucharon para preservar sus intereses septentrionales. La obra de evangelización fue acometida con sincero celo desde dos direcciones (1000-66), con el resultado de que el reino fue ganado para el cristianismo. En 1008 Olaf Skötkonung, con muchos de sus nobles, fue bautizado en Husaby en Gothland occidental, a pesar de que él y sus sucesores retuvieron su cargo como defensores principales de la adoración pagana y del templo nacional en Upsala. El año de la conquista normanda en Inglaterra, 1066, es testigo de la caída de Adalberto y el deterioro de las relaciones con Alemania, por la reacción del paganismo en las colonias alemanas. Por tanto, todos los intentos de unir a Suecia con los intereses del imperio alemán terminaron. El deseo del papa era liberar el norte de Bremen y asociarlo a sus propios intereses.

### Periodo católico (1130-1164)
Un breve período (1130-1164) de disolución nacional cerró esos conflictos internos simultáneamente con el debilitamiento de la agresión inglesa por sus propios disturbios internos; estos parecen haber sido especialmente favorecidos para organizar el catolicismo en Suecia. Casi todas las instituciones que eran favorables a la Iglesia y la cultura de la Edad Media aparecieron o fortalecieron su posición en este tiempo. Detrás de la obra de organización estaba la fuerte mano del arzobispo Eskil de Lund (1137-78). Se establecieron obispados en Skara, Linköping, Upsala (trasladado desde Sigtuna), Strengnäs, Westerås, y posteriormente, Wexiö, mencionado primero en 1183; Abo, en Finlandia, el último en la Edad Media, fue fundado en 1200. Con la ayuda de Eskil se construyeron los primeros monasterios en Suecia, pertenecientes a la rama de Clairvaux de la orden cisterciense. Los más importantes fueron Alvastra en East Gothland, 1143, y Nydala en Småland, 1144. El papa Eugenio III intentó hacer de Suecia una provincia eclesiástica independiente. Como legado envió a Nicholas Breakspear, posterior papa Adriano IV, quien, tras constituir a Noruega en un arzobispado, convocó el sínodo de Linköping en 1152. Debido al desacuerdo sobre el primado, el plan fracasó. El arzobispo Eskil recibió el pallium preparado para Suecia y la danesa Lund obtuvo el primado sobre Suecia. Como una señal de la dependencia sueca respecto a la Iglesia de Roma, el sínodo decretó la contribución anual del óbolo de San Pedro. La primera cruzada misionera fue una señal de que la Iglesia estaba despertando a su autoconciencia. El rey Eric de Uppland, rival del rey Sverker de Gothland oriental para el trono nacional, emprendió una cruzada, en 1150, a la pagana Finlandia, donde, en la parte sudoccidental, una poderosa obra de conversión se llevó a cabo. Es imposible determinar si hubo un motivo político tras ello, pero Eric adquirió fama sobre todos los otros suecos como guerrero de Dios y cuando, poco después, fue asesinado por un pretendiente danés al trono, fue coronado como mártir, convirtiéndose en santo patrón de Suecia. Fue reverenciado también en Dinamarca y Alemania. Igual reverencia se dio en Suecia al santo noruego Olaf, en la Edad Media antigua. El establecimiento de un arzobispado en Upsala en 1164 fue la culminación de la obra para establecer la Iglesia católica, convirtiéndose Suecia en una provincia eclesiástica autogobernada. Fue el resultado de la política gregoriana de Alejandro III, quien temía el crecimiento de las diócesis arzobispales grandes, siendo un poderoso obstáculo para Federico I Barbarroja en asociar a Suecia a los intereses alemanes. Pero la fundación de este arzobispado fue importante como factor en el desarrollo individual de Suecia. El primado de Lund todavía retuvo el derecho de consagrar al arzobispo de Upsala, pero el único deseo de la Iglesia sueca era liberarse de este vestigio de dependencia extranjera.

### Segundo periodo católico (1164-1305)
El siguiente período (1164-1305) fue de organización. Carlos VII Sverkersson, hijo de Sverker, obtuvo pronto reconocimiento en Svealand y Suecia una vez más se convirtió en un reino unido. El sistema eclesiástico de derecho y organización sirvió como prototipo para el desarrollo del sistema estatal; por otro lado, la política papal ayudó a unificar el gobierno real. Tal gobierno era indispensable para la organización interior de la recién establecida Iglesia con respecto a los requerimientos del derecho canónico. El arzobispo de Suecia se convirtió en el principal apoyo del rey y la unidad política de Suecia fue confirmada por el establecimiento del arzobispado. Los descendientes de Sverker y Eric, reinando alternadamente durante 90 años, dependieron del apoyo de la Iglesia, que, independientemente de sus disputas, pudo, con su ayuda, construir nuevos edificios. El papa jurista Alejandro III emitió varias decretales para el rey y los obispos de Suecia y dos cartas (1171) pueden considerarse como las leyes básicas más antiguas de la Iglesia sueca. La jurisdicción eclesiásticaa en asuntos criminales fue exigida por el clero, admitiéndose testamentos canónicos, in pios usus. Surgió un conflicto entre las ideas canónicas y las antiguas alemanas. En 1200 los sacerdotes quedaron universalmente exentos de la jurisdicción secular en el procedimiento criminal. Se elaboró un estatus sacerdotal especial. En 1219 Juan I Sverkersson, hijo de Sverker II, puso la propiedad eclesiástica fuera de la recaudación penal real, originándose de esta manera la libertad eclesiástica de los impuestos. A instancia de los papas, comenzó el establecimiento de los capítulos catedralicios en las sedes episcopales; hacia el año 1200 Upsala tenía canónigos regulares. Esta organización colegiada sirvió como base para el posterior desarrollo de la ley estatal. Durante el papado de Inocencio III el rey apeló para su coronación a la Iglesia. Mientras que Alemania y Dinamarca estaban haciendo conquistas en Livonia, una cruzada sueca fue enviada a Estonia. La larga batalla por la supremacía sobre el mar Báltico había comenzado.

### Tercer periodo católico (1305-1448)
El periodo dominante de la Iglesia (1305-1448) se abre con la administración regente de Torgils Knutsson, que encarnó en Suecia el comienzo de la reacción política contra la preponderancia de la Iglesia, que en ese tiempo se sentía por toda Europa, y halló su principal representante en Felipe el Hermoso. Grandes restricciones se pusieron a la libertad de impuestos de la Iglesia, remitiéndose los impuestos eclesiásticos de los campesinos e incluso siendo confiscada la propiedad eclesiástica. Naturalmente todo esto provocó la oposición de los prelados. El infame rey Birger, cuando hubo obtenido su mayoría, capituló ante los gobernantes laicos espirituales. En la gran conferencia en Strengnas (1305) los prelados se aliaron con los nobles contra la corona, comenzando el control de los señores feudales y regresando la jerarquía al poder. La batalla entre Birger y sus hermanos acabó en una completa revolución que resultó en el ascenso de Magnus II Eriksson, el hijo de tres años del duque Eric, al trono. El gobierno dirigido por señores laicos espirituales no fue ventajoso para el reino.

### Reforma protestante (1520-1611)
El gran reformador de Suecia, Olaus Petri (nacido en Oerebro el 6 de enero de 1493 y muerto en Estocolmo el 19 de abril de 1552), estudió en Upsala, Leipzig y Wittenberg con Lutero y Melanchthon, 1516-1518, siendo diácono en la catedral de Strengnas en 1520. Elocuente, genial y fiel, se ganó al viejo archidiácono Lorenz Andreä, el eclesiástico político más grande de la reforma sueca, quien presentó las nuevas enseñanzas a Gustavo Vasa y fue nombrado secretario del rey y consejero. 
Durante un corto período, cuando la política feudal y unionista cosechó sus frutos en la masacre de Estocolmo en 1520, todo el país parecía estar hundido y perdido; pero los campesinos de Dalecarlia se levantaron bajo Gustavo Vasa para luchar por la libertad nacional. El danés Cristián II había ejecutado a los antiguos líderes, entre ellos a muchos de los obispos; en 1522 solo dos obispados estaban ocupados. 
El levantamiento popular resultó en el establecimiento del gobierno nacional, en 1523, en Strengnas, y el rey, según escogió el pueblo, fue investido con autoridad personal únicamente. Sin embargo, en todos los aspectos la Iglesia católica, que formaba un Estado dentro del Estado, aparecía como un obstáculo, particularmente en el lado económico, ya que después de la guerra Suecia quedó como un país empobrecido e indefenso, a menos que pudiera hacerse con la riqueza de las iglesias y monasterios. 
El rey inmediatamente reconoció el valor de las nuevas enseñanzas como medio de regeneración nacional popular, cuyo principio era unir a toda la población en la obligación común de rescatar y defender a su patria y en la responsabilidad común para la ejecución de las necesarias medidas y sus consecuencias. 
El rey fue la personificación de esta unión; el pueblo entero compartía ahora su empresa y por tanto era responsable ante él, en tanto mantuviera la defensa y prosperidad del país. La vida religiosa del pueblo no constituía una excepción y el rey se vio obligado personalmente a dirigir la Reforma, mientras se ajustara a los intereses del Estado. 
Fue Gustavo Vasa quien decidió la manera de introducir la Reforma, al aparecer en la decisiva dieta que se reunió en Västerås (1527). Él impuso la decisión de la dieta ayudado por la nobleza y la facción militar. Por esta decisión, la Iglesia fue separada de Roma y del gobierno del derecho canónico; sus posesiones quedaron a disposición del rey (salvo las casas parroquiales) y los nobles quedaron comprometidos con el trono mediante la adquisición por su parte de la propiedad eclesiástica. 
Se decretó que "la palabra de Dios sería predicada pura y claramente"; formalmente, se introdujo la libertad religiosa únicamente para el protestantismo. No hubo fuertes demandas de cambios religiosos. De hecho, el protestantismo continuaría como sucesor de la abolida Roma. Todos los estamentos suscribieron las resoluciones y de esta manera el gobierno, a través del rey, mantuvo el derecho de supervisar el desarrollo de la Iglesia.

### Iglesia de Suecia en la actualidad

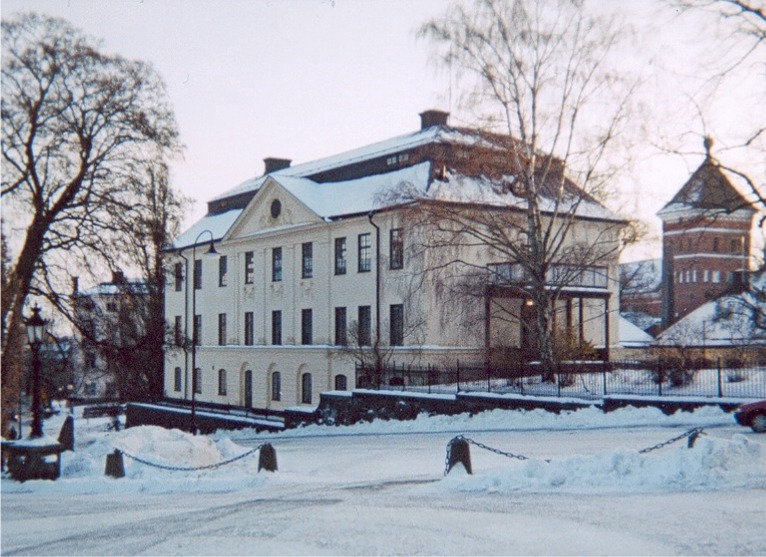
Iglesia de Suecia en Upsala.

Hoy en día la Iglesia Sueca es una iglesia evangélica y luterana. Evangélica debido a que abandonó su obediencia al episcopado romano tras adherirse a los postulados de la reforma protestante, su fundamento ha dejado de ser el evangelio de la Biblia. Luterana porque surge de la Reforma del religioso alemán Martín Lutero en 1517. La función de la iglesia de Suecia es que las personas tengan un encuentro cercano con Dios. La mitad de la población sueca se casa en la iglesia sueca, al igual que los funerales y bautizos, la iglesia sueca además de luterana es democrática.